# Galéopsis à feuilles étroites
Galeopsis angustifolia
Espèce
Classification phylogénétique
La Galéopside à feuilles étroites, Galeopsis angustifolia, est une espèce de plantes à fleurs du genre Galeopsis de la famille des Lamiacées. C'est une plante herbacée originaire d'Europe.
Elle peut être considérée comme une sous-espèce de Galeopsis ladanum dont il se différencie par la forme des feuilles.

## Description
C'est une plante herbacée annuelle, petite, pubescente et très ramifiée.
Les tiges sont peu enflées à l'attache des fleurs, ce qui le différencie du Galeopsis tetrahit.
Les fleurs sont roses foncé, mouchetées de blanc
,.

## Répartition et habitat
La plante est originaire d'Europe. Elle est éteinte au Maroc.
En France, on la trouve des Pyrénées au Nord jusqu'à 2 000 m d'altitude. Elle est moins fréquent voire absent des régions de l'Ouest.